# Manania auricula
Manania auricula is een neteldier uit de klasse Staurozoa. 
Het dier komt uit het geslacht Manania en behoort tot de familie Depastridae. Manania auricula werd in 1780 voor het eerst wetenschappelijk beschreven door Fabricius.